# Chaetodipus intermedius
Espèce
Statut de conservation UICN

 LC  : Préoccupation mineure
Chaetodipus intermedius est une espèce qui fait partie des mammifères Rongeurs de la famille des Heteromyidae. Ce sont des souris à poches, c'est-à-dire à larges abajoues, et à poil dur. Cet animal vit au Mexique et aux États-Unis.
L'espèce a été décrite pour la première fois en 1889 par un zoologiste américain, Clinton Hart Merriam (1855-1942).

## Liste des sous-espèces
Selon Mammal Species of the World (version 3, 2005)  (27 nov. 2012) :
- sous-espèce Chaetodipus intermedius ater
- sous-espèce Chaetodipus intermedius beardi
- sous-espèce Chaetodipus intermedius crinitus
- sous-espèce Chaetodipus intermedius intermedius
- sous-espèce Chaetodipus intermedius lithophilus
- sous-espèce Chaetodipus intermedius minimus
- sous-espèce Chaetodipus intermedius phasma
- sous-espèce Chaetodipus intermedius rupestris